# Goran Vlaović
Goran Vlaović (født 7. august 1972 i Nova Gradiška, Jugoslavien) er en kroatisk tidligere fodboldspiller (angriber).
Vlaović spillede 52 kampe og scorede 15 mål for Kroatiens landshold i perioden 1992-2002. Han var med i den kroatiske trup til EM 1996 i England, hvor han scorede kroaternes første slutrundemål nogensinde i 1-0-åbningskampssejren over Tyrkiet. Senere deltog han også ved VM 1998 i Frankrig, hvor kroaterne vandt bronze, samt ved VM 2002 i Sydkorea/Japan.
På klubplan repræsenterede Vlaović blandt andet NK Osijek og Croatia Zagreb i hjemlandet, spanske Valencia og Panathinaikos i Grækenland.